# Cornelis de Bie

Cornelis de Bie by Gonzalez Coques

Cornelis de Bie (10 februarie, 1627, Lier, Belgia - 1715(?), Lier, Belgia) a fost un politician și scriitor blegian.